# ویلم فوگل‌سانگ
ویلم فوگل‌سانگ (به انگلیسی: Willem Vogelsang) (متولد ۱۹۵۶ در مدمبلیک، هلند) متخصص تاریخ و فرهنگ‌های آسیای میانه، ایران و افغانستان است. او کتاب‌ها و مقالات بیشماری در این زمینه نوشته است. در دهه ۱۹۷۰، او زبان‌ها و فرهنگ‌های ایرانی و هندی را در دانشگاه لیدن آموخت. او همچنین در دانشگاه‌های کمبریج و گنت بلژیک درس آموخت. در دوران مطالعاتش، او در ایران، سوریه و افغانستان، زمانی را برای کاوش باستانشناسی گذاشت. در دوران کریسمس ۱۹۷۹، شوروی به افغانستان حمله کرد و فوگل‌سانگ که به هلند برگشته بود، کمیته هلند-افغانستان را تشکیل داد.
فوگل‌سانگ در سال ۱۹۹۰ از دانشگاه گرونینگن هلند، مدرک دکترایش را گرفت. تز دکترای او مرتبط با تأسیس و سازماندهی امپراتوری پارسی هخامنشی در نمیه اول هزاره قبل از میلاد است.
در سال ۲۰۰۸، وزرات خانه امور خارجه، او را به عنوان مشاور فرهنگی و منطقه‌ای برای سفارت‌خانه هلند در کابل برگزید.

## آثار
- The Iranian Achaemenid empire: investigations into the establishment and organisation of Persian Achaemenid domination on the Iranian Plateau and beyond, PhD thesis Groningen 1990, 331 p.
- The rise and organisation of the Achaemenid Empire: the eastern Iranian evidence, 1992, 344 p. , انتشارات بریل - Leiden, ISBN 90-04-09682-5
- Afghanistan: mensen, politiek, economie, cultuur, milieu, 2002, 74 p. , Koninklijk Instituut voor de Tropen - Amsterdam, آکسفام - Den Haag, ISBN 90-6832-397-0. Revised edition 2010, 125 p.
- Afghanistan: een geschiedenis, 2007 (second, revised edition), 208 p. , Bulaaq - Amsterdam, Van Halewyck - Leuven, ISBN 90-5460-073-X
- The Afghans, 2008 (second, revised edition), 382 p. , وایلی-بلک‌ول - Oxford (VK) en Malden (Massachusetts), ISBN 978-0-631-19841-3
- Covering the Moon. An Introduction to Middle Eastern Face Veils, met Gillian Vogelsang-Eastwood, 2008, 247 p. , Peeters - Leuven, ISBN 978-90-429-1990-7